# Número afortunado
No debe confundirse con Número de la suerte.
Un número afortunado, que fue el nombre que le dio Reo Franklin Fortune, es un número primo que puede resultar de la expresión:
de donde {\displaystyle (P_{n})}, es el producto de los primeros {\displaystyle n} primos (primorial) y {\displaystyle q} es el número primo más pequeño, pero mayor que {\displaystyle (P_{n})+1}.
Según la conjetura de Fortune el número {\displaystyle Q} siempre será primo, pero no todos los números primos pueden resultar de esta fórmula. Sólo los primos que pueden tomar el valor de {\displaystyle Q}, se les llama, Números afortunados.

## Un ejemplo
Si {\displaystyle n=7}, los primeros siete números primos son (2, 3, 5, 7, 11, 13 y 17), cuyo producto es 510510.
{\displaystyle (P_{7})=510510}; el primo menor, pero más grande que 510511 es 510529.
{\displaystyle q=510529}
{\displaystyle Q=510529-510510=19}, entonces 19 es un número afortunado
Los primeros números afortunados, ordenados según el valor de {\displaystyle n}, son:
3 , 5 , 7 , 13 , 23 , 17 , 19 , 23, 37 , 61 , 67 , 61, 71 , 47 , 107 , 59 , 61, 109...
Los números afortunados ordenados por orden de numeración con los duplicados eliminados:
3, 5, 7, 13, 17, 19, 23, 37, 47, 59, 61, 67, 71, 79, 89, 101, 103, 107, 109, 127, 151, 157, 163, 167, 191, 197, 199.
Reo Fortune conjeturó que ningún número afortunado es compuesto, pero dicha afirmación sigue sin ser probada.